# Xerophaeus spoliator
Xerophaeus spoliator är en spindelart som beskrevs av William Frederick Purcell 1907. Xerophaeus spoliator ingår i släktet Xerophaeus och familjen plattbuksspindlar. Inga underarter finns listade i Catalogue of Life.